# تخصیص منابع
تخصیص منابع (انگلیسی: Resource allocation) یکی از فعالیت‌های اصلی مدیریت است، که اجرای استراتژی را امکان‌پذیر می‌سازد. در سازمان‌هایی که در آن مدیریت استراتژیک به اجرا گذاشته نشده است، تخصیص منابع بر اساس عوامل شخصی یا سیاسی خواهد بود. در سازمان‌های استراتژی‌محور، منابع بر اساس اولویت‌هایی که به وسیله هدف‌های سالانه تعیین گردیده‌اند، تخصیص می‌یابند. یکی از موانع بزرگ در سر راه اجرای موفقیت‌آمیز استراتژی سازمان، عدم موفقیت در پیوند بین برنامه‌های اجرایی و تعیین اولویت در تخصیص منابع به برنامه‌های راهبردی بلندمدت است.
در حال حاضر بسیاری از سازمان‌ها فرایند جداگانه‌ای برای برنامه‌ریزی بلندمدت راهبردی و بودجه‌بندی سالیانه و کوتاه‌مدت خود دارند. هر سازمان، دست‌کم، چهار نوع منبع دارد که برای تأمین هدف‌های مورد نظر باید تخصیص یابند: منابع مالی، منابع فیزیکی، منابع انسانی و منابع فناوری. تخصیص منابع به طور کارا و جهت رسیدن به حد مطلوب تولید، توزیع و مصرف به سرمایه‌گذاری و قیمت‌گذاری در ورای اقتصاد در شرایط رقابت کامل بازمی‌گردد.